# My Universe
"My Universe" é uma canção da banda britânica de rock alternativo Coldplay e do grupo masculino sul-coreano BTS. Foi lançada em 24 de setembro de 2021 pelas gravadoras Parlophone e Atlantic como o segundo single do nono álbum de estúdio de Coldplay, Music of the Spheres (2021). A canção é cantada em inglês e coreano.
"My Universe" estreou em primeiro lugar na parada Billboard Hot 100 dos Estados Unidos, tornando-se o segundo single número um de Coldplay desde "Viva la Vida", de 2008, e o sexto de BTS. Também foi a primeira vez que uma faixa performada por dois grupos atingiu o topo da parada e a primeira canção de um grupo britânico a estrear no topo em uma parada dos Estados Unidos.

## Antecedentes
O título da canção foi anunciado pela primeira vez como parte do lançamento da lista de faixas do álbum Music of the Spheres em julho de 2021. Um trecho da faixa foi incluído em um trailer do álbum intitulado "Overtura". Em 13 de setembro de 2021, a canção foi revelada como uma colaboração entre Coldplay e BTS. O single foi anunciado por meio de uma mensagem codificada na conta de rede social de Alien Radio FM do Coldplay. Após o lançamento do videoclipe de "Permission to Dance" no início de setembro de 2021, as bandas colaboraram pela primeira vez em nome da série Released do YouTube, durante a qual se juntaram a uma discussão sobre o que inspirou o "#PermissionToDance Challenge". No entanto, as especulações sobre uma colaboração entre os dois artistas já haviam começado em fevereiro de 2021, depois que BTS realizou um cover da canção "Fix You", de Coldplay, no MTV Unplugged. Em 26 de setembro, eles lançaram um documentário de making-of da canção, intitulada Inside My Universe, junto com um remix "Supernova 7" e uma versão acústica.

## Videoclipe
O videoclipe oficial da canção foi lançado em 30 de setembro de 2021 e foi dirigido por Dave Meyers. Ele se passa em uma época futurística quando Coldplay, BTS e uma banda fictícia "Supernova 7" se apresentam juntos através da HOLOBAND, enquanto são caçados pelos "The Silencers" porque a música é proibida em todo o universo.

## Apresentações ao vivo
Em 23 de setembro de 2021, um dia antes do lançamento oficial de "My Universe", Coldplay cantou a faixa no Small Stage Series no serviço de streaming Pandora no Apollo Theater em Nova Iorque. Chris Martin fez uma prévia de "My Universe" durante sua aparição no The Kelly Clarkson Show, que foi ao ar no dia seguinte, onde ele realizou uma curta versão acústica. Em 25 de setembro, a banda apresentou a canção no Global Citizen Festival no Central Park em Nova Iorque, com BTS aparecendo virtualmente por meio de um vídeo pré-gravado que tocou na tela atrás deles.

## Desempenho nas tabelas musicais
| Tabela musical (2021)                                   | Melhor posição |
| ------------------------------------------------------- | -------------- |
| Alemanha (Offizielle Deutsche Charts)                   | 13             |
| Austrália (ARIA)                                        | 7              |
| Bélgica (Ultratop 50 da Valônia)                        | 6              |
| Bélgica (Ultratop 50 de Flandres)                       | 7              |
| Canadá (Billboard CHR/Top 40)                           | 43             |
| República Checa (Singles Digitál Top 100)               | 23             |
| Coréia do Sul (Gaon)                                    | 2              |
| Eslováquia (Singles Digitál Top 100)                    | 35             |
| Estados Unidos (Billboard Adult Top 40)                 | 8              |
| Estados Unidos (Billboard Hot 100)                      | 1              |
| Estados Unidos (Billboard Hot Rock & Alternative Songs) | 1              |
| Estados Unidos (Billboard Mainstream Top 40)            | 18             |
| Estados Unidos (Billboard Rock Airplay)                 | 10             |
| Estados Unidos (Rolling Stone Top 100)                  | 1              |
| Mundo (Billboard Global 200)                            | 1              |
| Índia (IMI)                                             | 3              |
| Irlanda (IRMA)                                          | 10             |
| Itália (FIMI)                                           | 29             |
| Japão (Japan Hot 100)                                   | 3              |
| Japão (Oricon Combined Singles)                         | 11             |
| Lituânia (AGATA)                                        | 16             |
| Malásia (RIM)                                           | 1              |
| Noruega (VG-lista)                                      | 14             |
| Nova Zelândia (Recorded Music NZ)                       | 17             |
| Países Baixos (Dutch Top 40)                            | 9              |
| Países Baixos (Single Top 100)                          | 20             |
| Panamá (PRODUCE)                                        | 3              |
| Reino Unido (UK Singles Chart)                          | 3              |
| Singapura (RIAS)                                        | 1              |
| Suécia (Sverigetopplistan)                              | 19             |
| Suíça (Schweizer Hitparade)                             | 11             |